# Балсамгау
Балсамгау (на немски: Balsamgau, Gau Balcsem, Balsami, Balsamer Land) е средновековно гау-графство в Свещената Римска империя, в херцогство Саксония в днешен Саксония-Анхалт. Намира се в южната половина на по-късния Алтмарк и северно от Магдебург между реките Милде и Елба.
През 1070 г. гауграф Випрехт II заменя своето наследено господство Балсамгау със замък Гройч в Остерланд на маркграф Лотар Удо II.
През 12 век графството Балсамгау отива в състава на Маркграфство Бранденбург.

## Графове в Балсамгау
- Лотар I фон Валбек (* ок. 875, † 4 или 5 септември 929), граф в Дерлингау и Балсамгау и първият граф на Валбек (Удони)
- Лотар II фон Валбек (* ок. 900/915, † 21 януари 964), от 929 г. граф в Дерлингау, Балсамгау, Нордтюринггау и граф на Валбек
- Випрехт I, гауграф в Балсамгау
- Випрехт II (* ок. 1050, † 22 май 1124), гау-граф в Балсамгау, от 1070 г. граф на Гройч и от 1123 г. като Випрехт (I) маркграф на Майсен и на Лужица.